# 金谷沢駅
金谷沢駅（かなやさわえき）は、青森県むつ市大字奥内（おくない）字金谷沢にある、東日本旅客鉄道（JR東日本）大湊線の駅。

## 歴史
- 1953年（昭和28年）6月10日：開業[2]。
- 1987年（昭和62年）4月1日：国鉄分割民営化によりJR東日本の駅となる[2]。
- 2024年（令和6年）10月1日：えきねっとQチケのサービスを開始[1][3]。

## 駅構造
単式ホーム1面1線を有する地上駅である。青森駅管理の無人駅である。

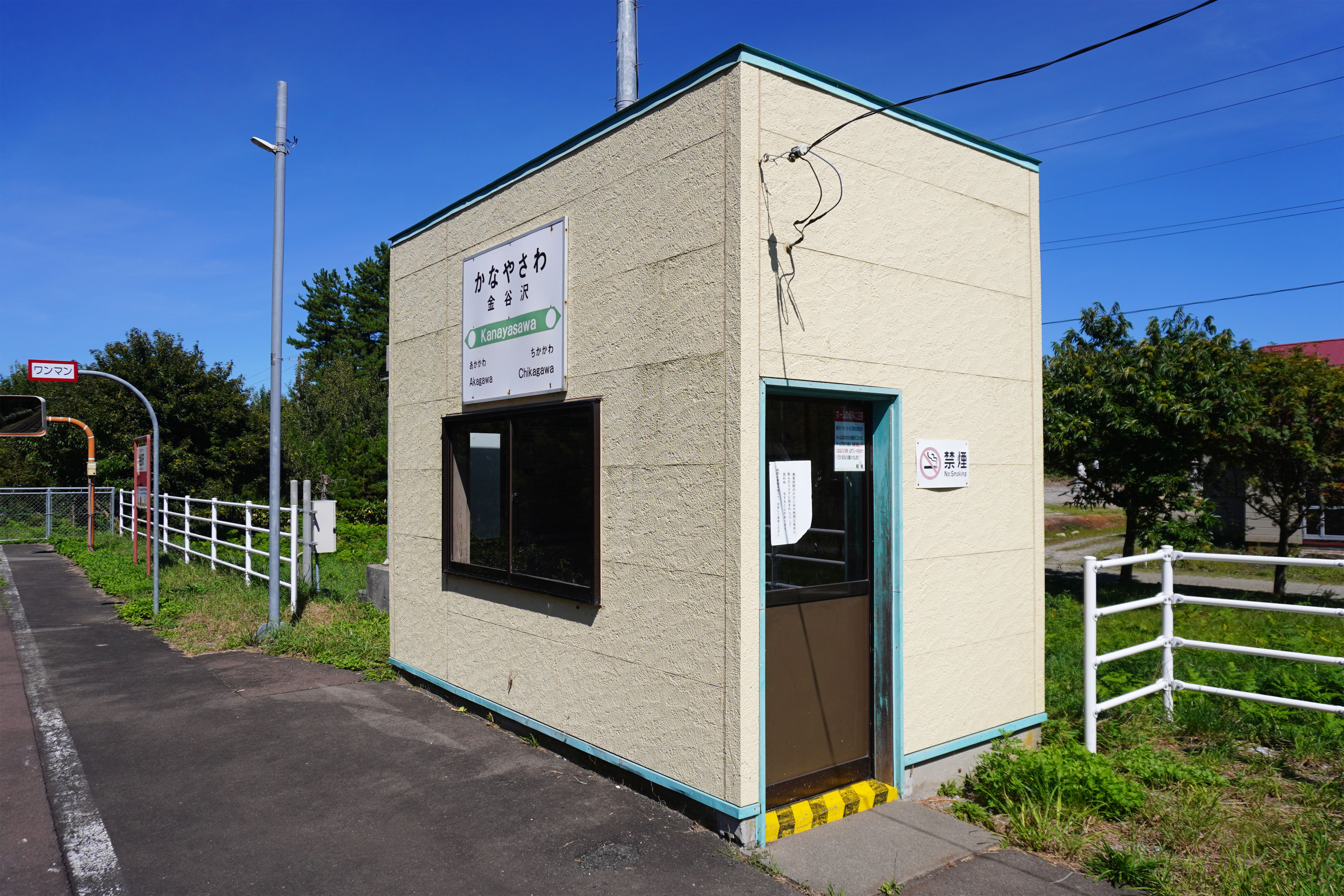
待合室外観（2024年9月）
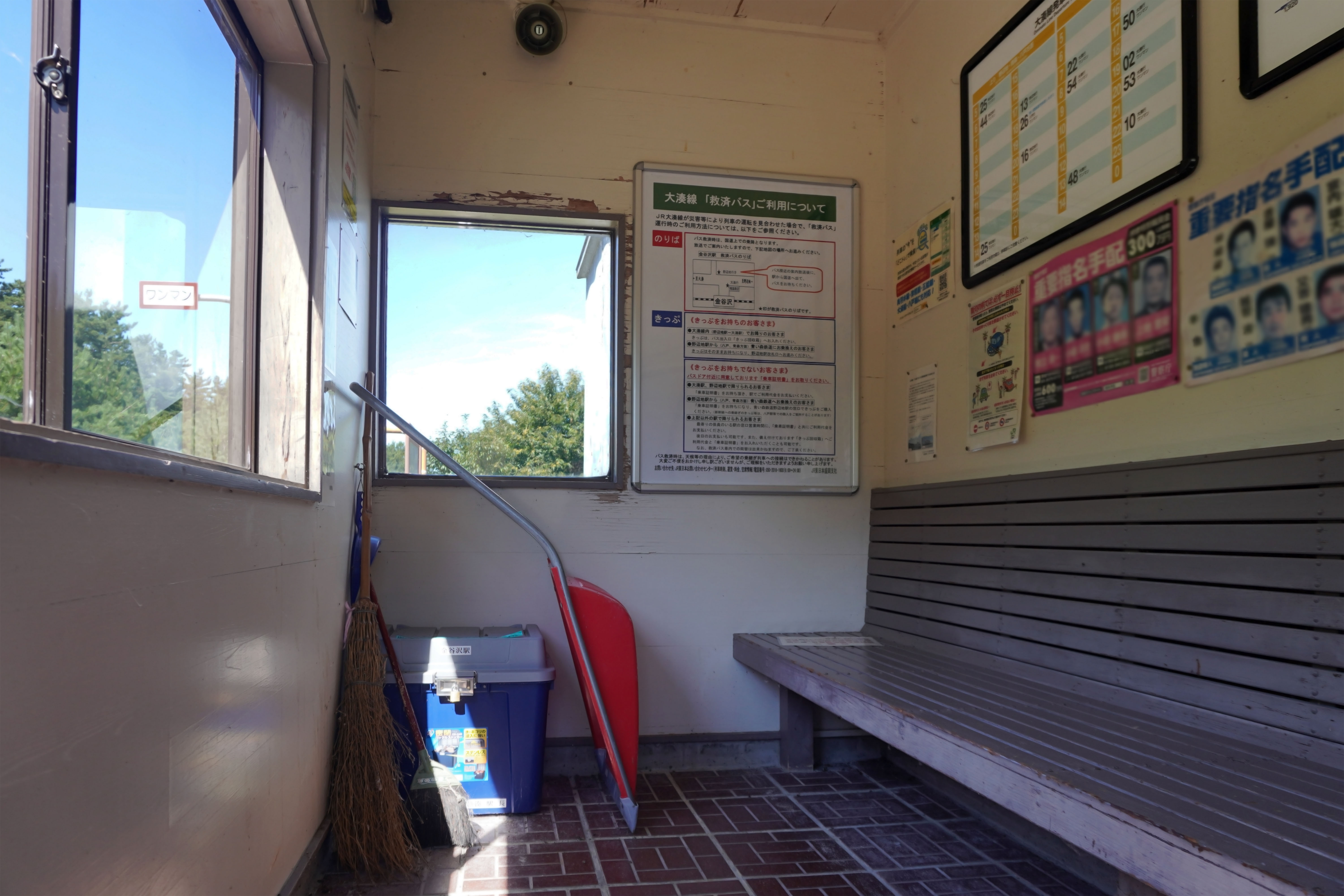
待合室内（2024年9月）
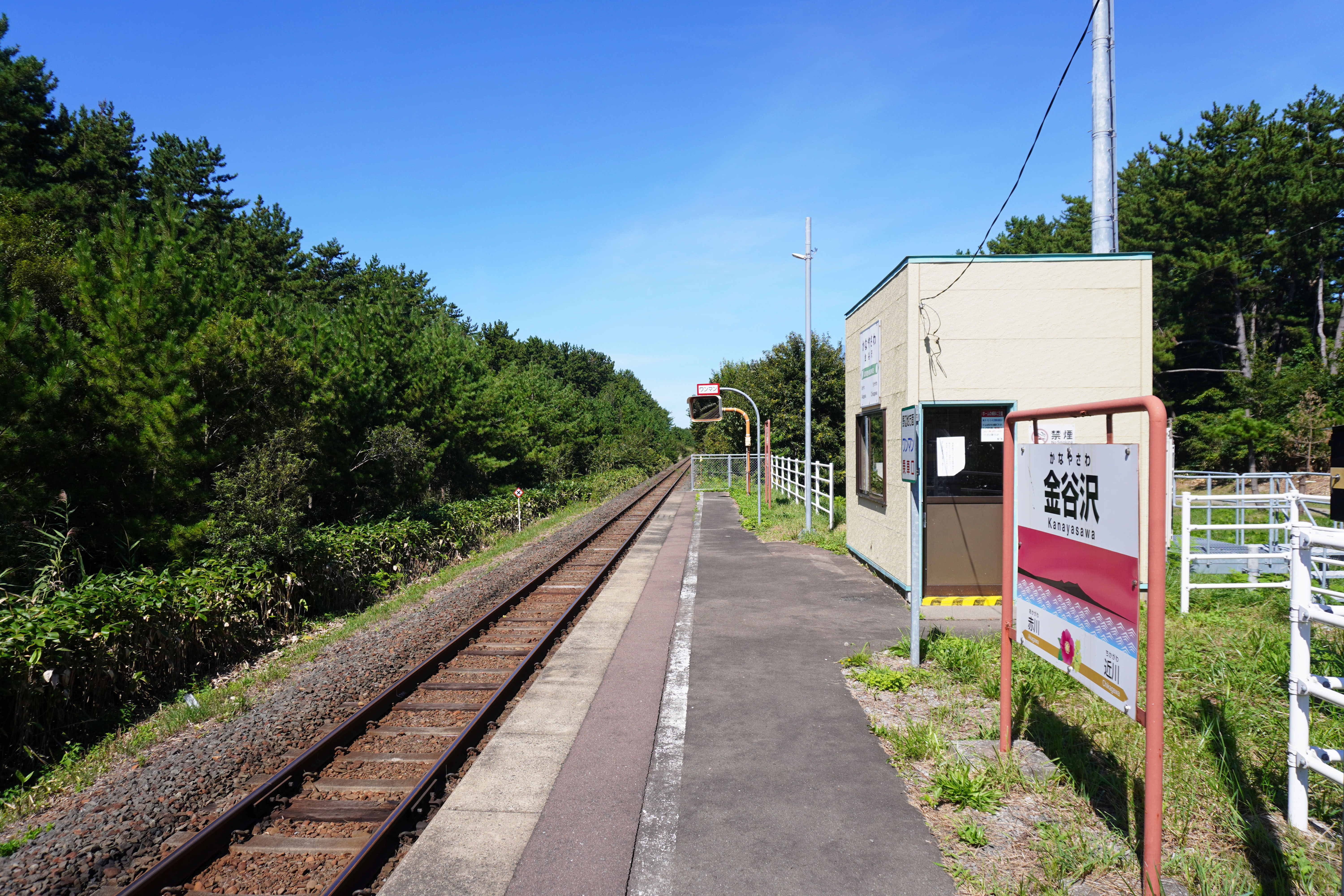
ホーム（2024年9月）

## 駅周辺
- 国道279号
- 陸奥湾

## 隣の駅
東日本旅客鉄道（JR東日本）
■大湊線
□快速「しもきた」
通過
■普通
近川駅 - 金谷沢駅 - 赤川駅